# Reformierte Kirche Lüen

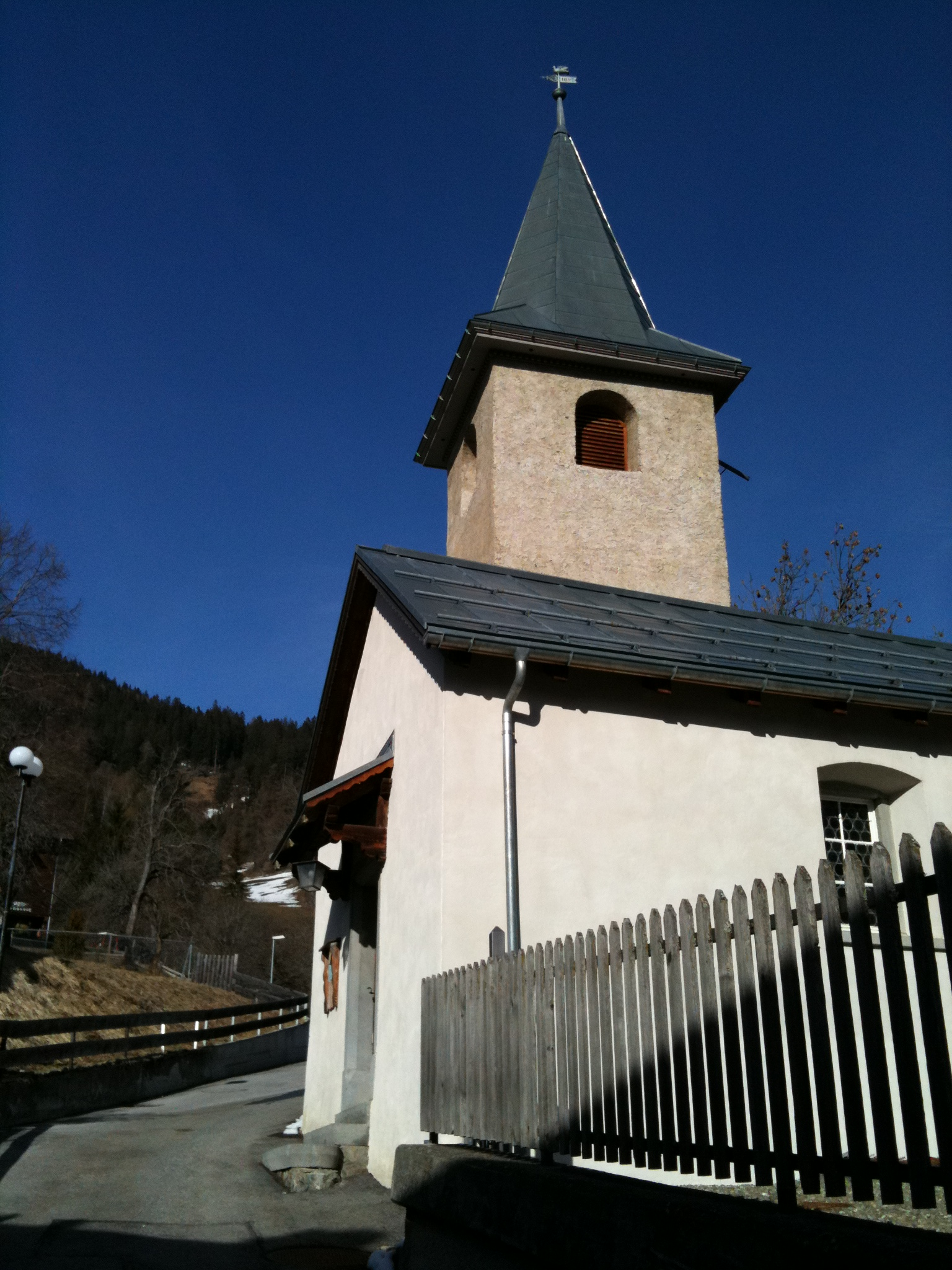
Die Aussenansicht der Lüener Kirche

Die reformierte Kirche in Lüen im Schanfigg ist ein evangelisch-reformiertes Gotteshaus unter dem Denkmalschutz des Kantons Graubünden. Sie ist berühmt für ihre Wandmalereien des Waltensburger Meisters.

## Geschichte und Ausstattung
Die Kirche wurde 1084 als einheitlicher romanischer Bau unter dem Patrozinium von Zenon von Verona errichtet und trug bis zur Reformation den Namen St. Zeno.
In der Reformationszeit wurden die Fresken aus frühgotischer Zeit aufgrund des reformierten Bilderverbots überdeckt. Erst 1926 erfolgte ihre Freilegung.
Die Seitenwände stellen neutestamentliche Szenen dar. Hinter der flachen Kanzel, die auf einem Steinsockel fusst und auf einen Schalldeckel verzichtet, sind Jünger und Apostel zu sehen. Im Zentrum des Kircheninneren, das von einem Tonnengewölbe überzogen ist, steht ein oktogonaler Taufstein.
Seit 2020 befindet sich eine Kleinorgel mit vier Registern von Orgelbau Felsberg in der Kirche, welche 1987 ursprünglich für Marienkapelle Malans erbaut wurde.

## Kirchliche Organisation
Die Evangelisch-reformierte Landeskirche Graubünden führt Lüen als Teil der Kirchgemeinde Mittelschanfigg.

## Galerie

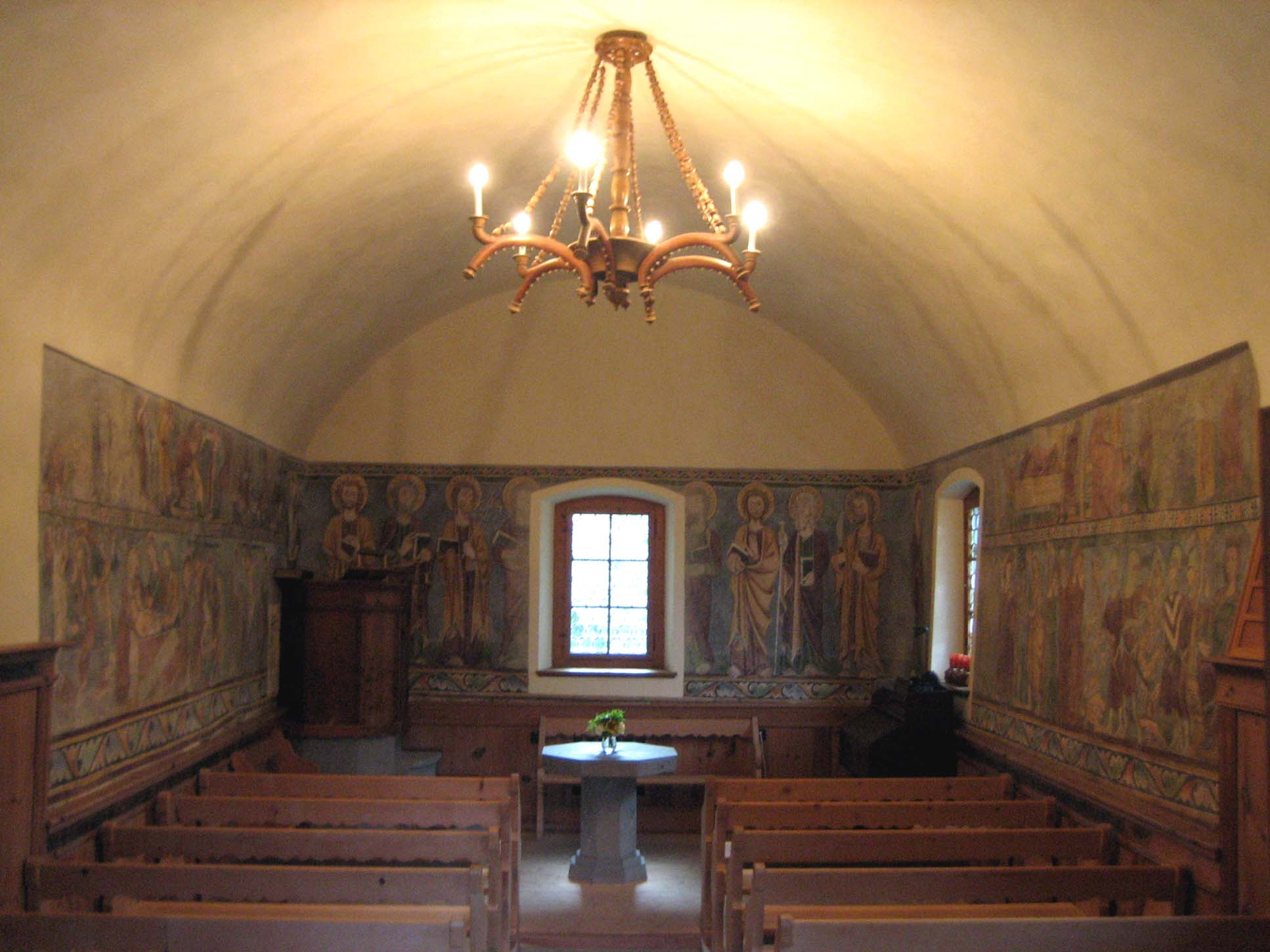
Das Innere der Lüener Kirche
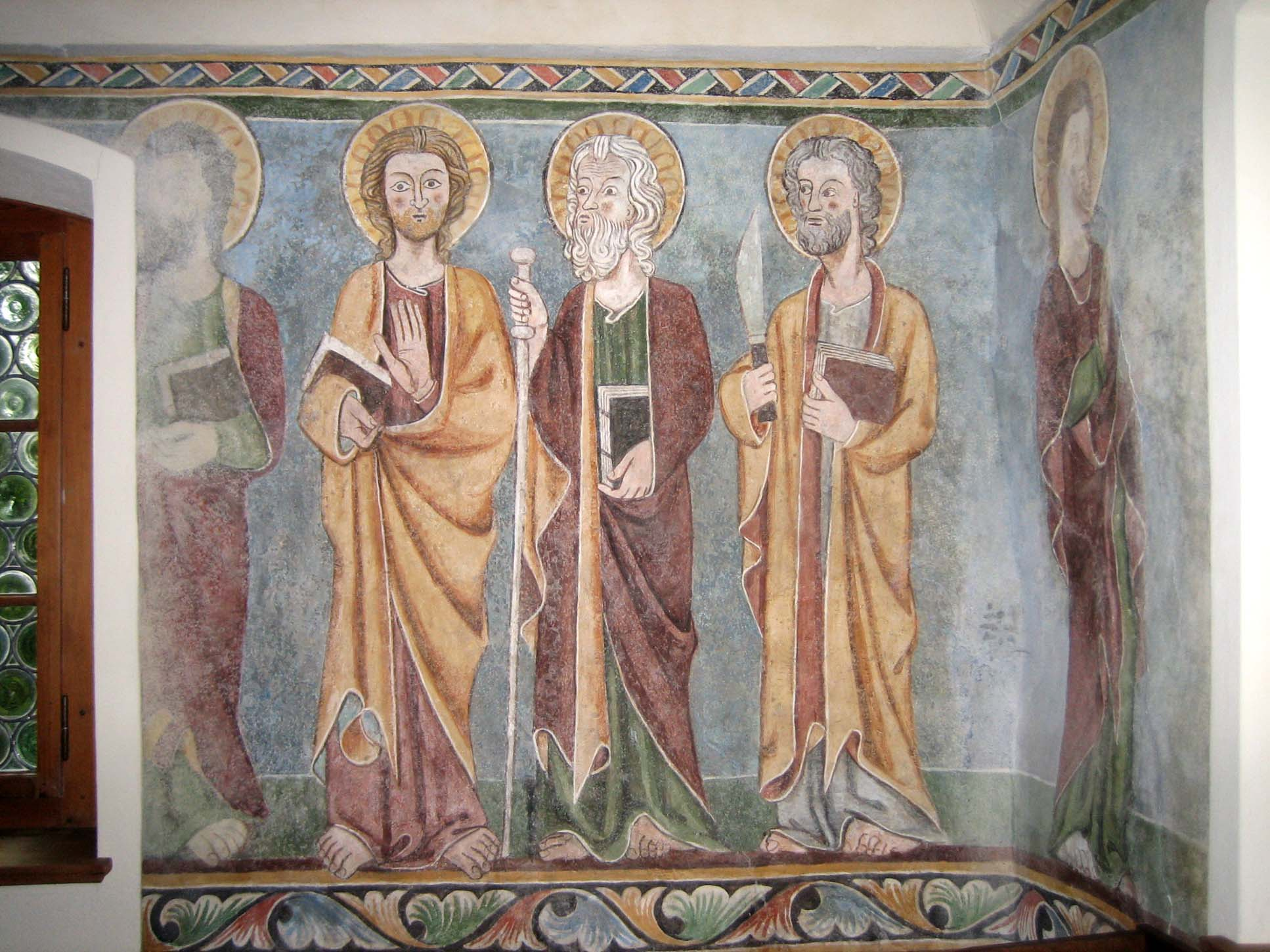
Jünger und Apostel
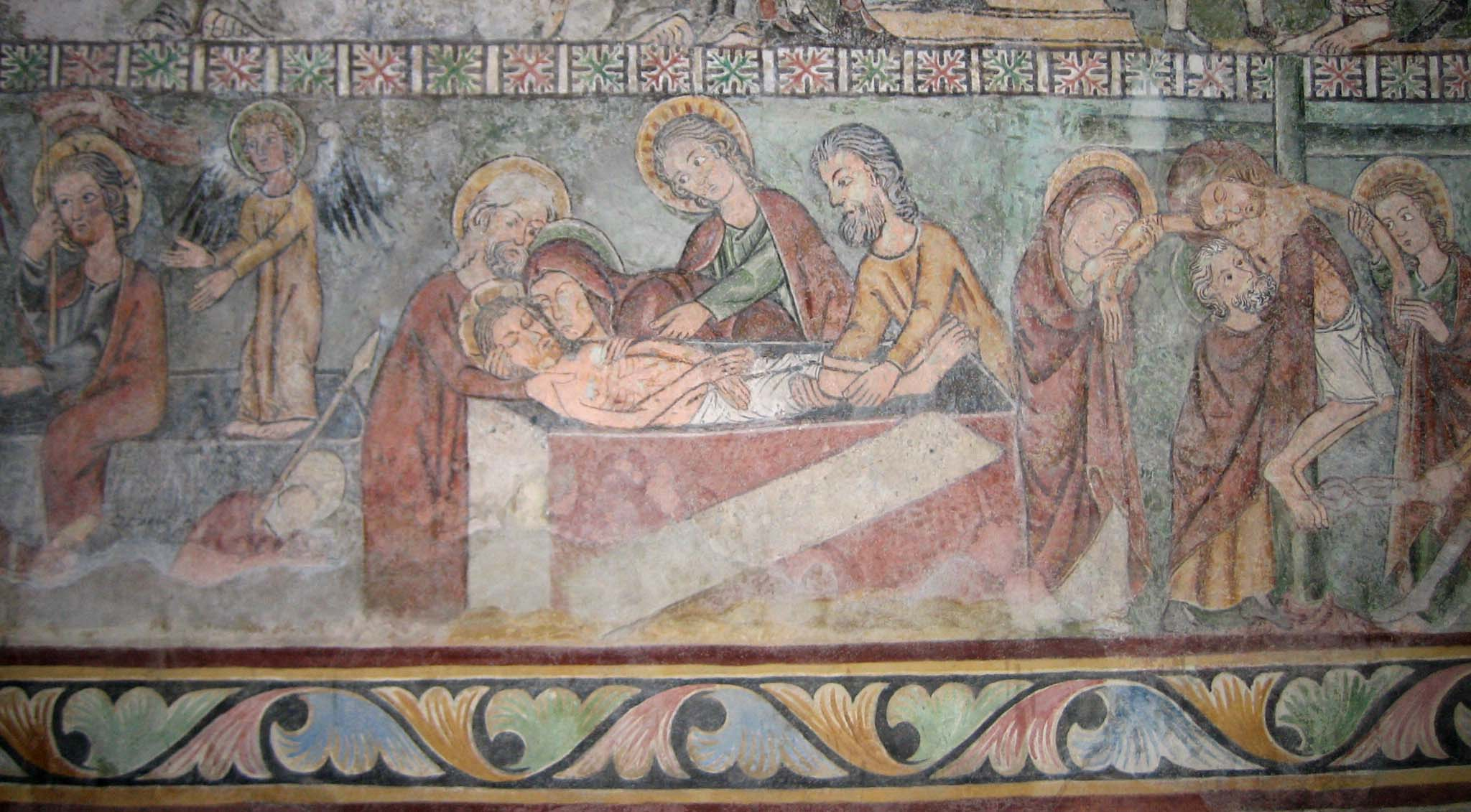
Die Aufbahrung Jesu
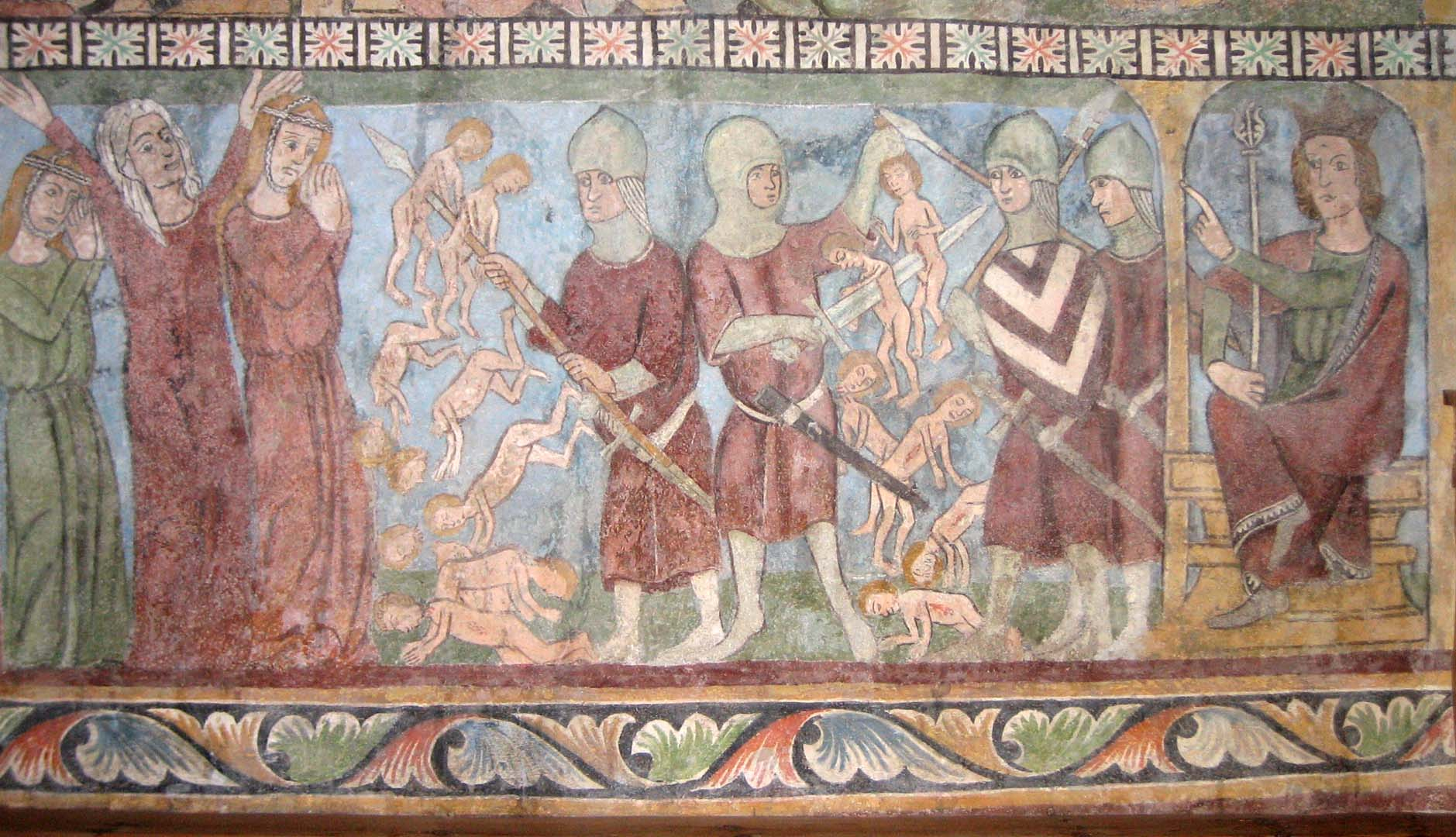
Der Kindermord von Bethlehem
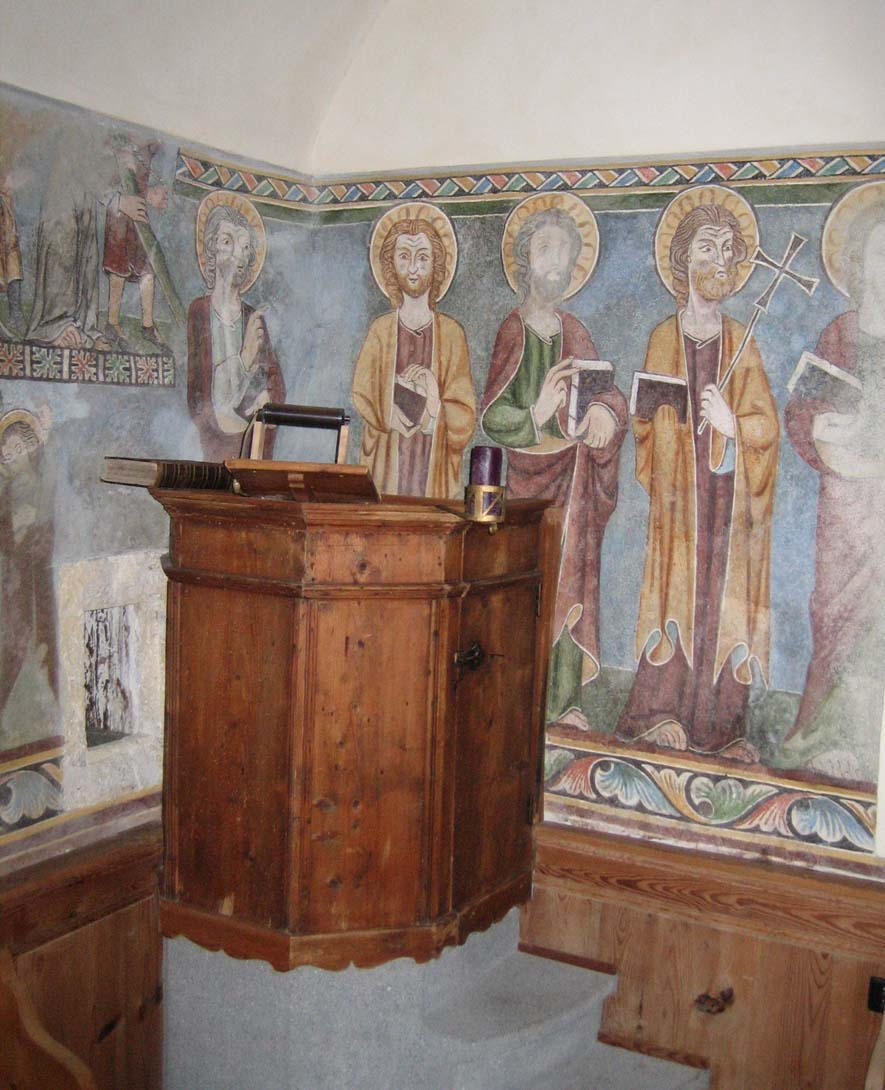
Kanzel